# Oleśnica (Bassa Slesia)
Oleśnica (in tedesco Oels, in ceco Olešnice) è una città polacca del distretto di Oleśnica nel voivodato della Bassa Slesia.
Ricopre una superficie di 20,96 km² e nel 2010 contava 36 998 abitanti.

## Amministrazione

### Gemellaggi
- Chrudim
- Warendorf